# 飯野奈津子
飯野 奈津子（いいの なつこ、1959年 - ）は、NHK解説主幹。これまでに、報道局生活情報部長や解説副委員長、NHK甲府放送局長を歴任し、2017年4月25日付で現職。解説委員としての専門は社会保障。一男一女の母。

## 人物
- 1959年 大阪で出生。
- 1983年 国際基督教大学卒業後、NHK入局。福岡局報道部記者[3]。
- 1985年 NHK放送総局報道局社会部記者（警視庁、厚生労働省など）[3]。
- 1996年 横浜局放送部ニュースデスク[3]。
- 1999年 NHK放送総局解説委員室解説委員に就任[3]。
- 2009年 この年に新設されたNHK放送総局報道局の生活情報部長（初代）に就任[3]。
- 2012年 - NHK放送総局解説委員室に復帰。副委員長となる。
- 2014年 - NHK甲府放送局長に就任[1]。
- 2017年 - 4月25日付でNHK放送総局解説委員室に二度目の復帰、解説主幹就任[2]。
- 2020年 - NHK専門解説委員、山梨大学客員教授、国立がん研究センター理事 (広報・政策担当) [4]

## 過去の担当番組
- NHKスペシャル（社会保障分野で不定期）
- クローズアップ現代（同上）
- NHKラジオ夕刊（編集長）